# 麥克·維爾
麥克·維爾（英語：Mike Weir, 1970年5月12日—），加拿大職業高爾夫球選手。主要參加PGA巡迴賽。在2001年到2005年期間，他曾經停留在世界排名前10位超過100周。他獲得過13項冠軍，其中包括一項大滿貫賽事冠軍（2003年的美國名人賽）。

## 外部連結
- 官方網站（页面存档备份，存于）
- PGA巡迴賽網站上的介紹（页面存档备份，存于）